# Счастливо оставаться!
«Счастли́во остава́ться!» — короткометражный фильм режиссёра Сергея Белошникова, снятый в 1987 году, спортивная драма.

## Сюжет
Фехтовальщица Мария, узнав, что тренер склоняет к сожительству женщин из её команды, решает открыто выступить в защиту чести подруг, но не находит поддержки. Их боязнь не поехать за границу на престижные соревнования оказывается сильнее.

## В ролях
- Надежда Смирнова — Маша Киреева
- Юлия Атласова — Коровкина
- Юлия Бочанова — Шура Чипурина
- Мария Тхоржевская — Лариса
- Светлана Мелихова — Наташа
- Светлана Рюмина — Вера
- Светлана Андрейчук — Лена
- Сергей Паршин — Александр Борисович Лобанов, старший тренер женской сборной
- Аркадий Волгин — Игорь Иванович Зуев, старший тренер

## Съёмочная группа
- Режиссёр — Сергей Белошников
- Авторы сценария: Сергей Белошников, Владимир Вардунас
- Композитор — Сергей Курёхин
- Оператор — Борис Тимковский
- Художник — Лариса Шилова
- Директор картины — Александр Капица